# Bierna (województwo dolnośląskie)
Bierna (niem. Berna) – wieś w Polsce położona w województwie dolnośląskim, w powiecie zgorzeleckim, w gminie Sulików. 

## Położenie
Bierna to wieś o długości około 1,4 km leżąca na Pogórzu Izerskim, pomiędzy Wysoczyzną Siekierczyńską i Wzgórzami Zalipiańskimi, nad górnym biegiem Czerwonej Wody, na wysokości około 260–280 m n.p.m.
| SIMC    | Nazwa     | Rodzaj    |
| ------- | --------- | --------- |
| 0192459 | Nowoszyce | część wsi |

W latach 1954–1971 wieś należała i była siedzibą władz gromady Bierna, po jej zniesieniu w gromadzie Zawidów II. W latach 1975–1998 miejscowość administracyjnie należała do województwa jeleniogórskiego.

## Historia
Wieś lokowano na prawie niemieckim w XIII wieku. Nazwa wsi ma przypuszczalnie słowiański rodowód, w języku staroserbołużyckim słowo borno oznaczało moczarowaty lub bagnisty grunt. W najstarszych dokumentach wieś zapisywano jako Berne (1483, 1490), Berna (1533), Bernaw (1563). W maju 1427 r. Bierną spustoszyli husyci maszerujący w kierunku Lubania. Miejscowość mocno wyniszczyła wojna trzydziestoletnia. Jak podają współczesne kroniki najgorsze były lata 1633-1645. Napływ imigrantów religijnych z Czech doprowadził do powstania na wschodnim skraju wsi w 1658 r. kolonii zwanej dziś Nowoszyce a dawniej Neuhaus. Kolejna migracja uchodźców religijnych w 1780 r. doprowadziła do założenia następnej kolonii - Wielichów. Jednym z najtragiczniejszych dni w historii miejscowości był 14 czerwca 1880 r. Trwające kilkanaście godzin ulewne deszcze spowodowały gwałtowny przybór Czerwonej Wody. Rozszalały potok zniszczył doszczętnie 12 domów a 76 poważnie uszkodził. Śmierć poniosło 18 mieszkańców, w tym 5 dzieci w wieku 6-12 lat. Sąsiednie wsie poniosły tego dnia również olbrzymie straty, lecz w żadnej z nich liczba ofiar nie była tak wielka, jak w Biernej. Po 1945 r. wieś została zasiedlona przez mieszkańców z okolic Lwowa, Nadwórnej i Przemyślan. W 1845 r. Bierna wraz ze swoimi koloniami liczyła 229 domów i 1725 mieszkańców, w 1939 r. zarejestrowano 864 mieszkańców a w 2002 r. 418. Krótko po II wojnie światowej miejscowość została włączona do Polski, do nowo powstałego województwa wrocławskiego i przez krótki czas znano ją jako Czerwona Woda. W 1978 roku było tu 106 gospodarstw rolnych, w 1988 roku ich liczba zmalała do 56.

## Zabytki
Do wojewódzkiego rejestru zabytków wpisany jest:
- młyn, obecnie budynek mieszkalno-gospodarczy, nr 144, z lat 1843-1848.

Zabytki nieistniejące:
- rezydencja ziemiańska; została zniszczona po 1945 r.[11].

## Osoby związane z Bierną
- Johann Christoph Altnikol (1720-1759), urodził się w Biernej, kompozytor i organista, zięć Jana Sebastiana Bacha.